# Justina Bustos
Justina Bustos (Córdoba, Argentina; 7 de marzo de 1989) es una actriz argentina. Después de varios papeles pequeños en televisión, apareció en Voley (2015), una película de comedia que catapultó su carrera a la fama. Luego, se destacó por su papel en la miniserie dramática Historia de un clan (2015). Creció en su carrera actoral por sus interpretaciones en la comedia romántica Una noche de amor (2016) y en el drama Migas de pan (2016).
El primer papel principal de Bustos fue en la telenovela Las Estrellas (2017-2018), con la cual adquirió una gran fama y reconocimiento. A partir de esto, le siguieron sus apariciones en el thriller psicológico Los padecientes (2017) y el drama romántico Los que aman, odian (2017). Sus siguientes trabajos incluyen su interpretación en la telecomedia 100 días para enamorarse (2018), en la cinta de terror Matar al dragón (2019) y en la película animada Lava (2019).
Recibió elogios por su actuación en el drama La muerte no existe y el amor tampoco (2020), y posteriormente apareció en el drama El empleado y el patrón (2021) y en la comedia romántica El juego de las llaves (2022). En 2023, se produjo su protagónico en la segunda temporada de Argentina, tierra de amor y venganza.

## Biografía
Justina Bustos nació el 7 de marzo de 1989 en la ciudad de Córdoba; es hija de Gustavo Bustos, un médico y Mónica Torresán, una trabajadora clínica. Tiene una hermana menor. Asistió durante la primaria y la secundaria al colegio San Pedro Apóstol. Su primera experiencia en la actuación fue a los 6 años cuando interpretó el papel de Sandy Olsson en una adaptación de teatro musical de la producción Grease en un hotel de Brasil, donde se encontraba de vacaciones. A esa misma edad, comenzó a formarse en baile con clases de ballet y free dance, y después tomó clases de hip hop. A los 10 años, Justina se trasladó con su familia de la capital a la ciudad de Unquillo.
A la edad de 17 años, se mudó a Buenos Aires para estudiar historia del arte, pero dos años más tarde abandonó la carrera para dedicarse a la actuación. Esta decisión la tomó a partir de un viaje que realizó a Nueva York, donde trabajó como camarera y recepcionista, y donde también tomó contacto con el ambiente de la interpretación. A partir de esto, Justina comenzó a tomar clases de actuación con Augusto Fernández, Mónica Bruni y Nora Moseinco. En 2008, protagonizó el video musical de la canción «Tu hermana» del cantante argentino Emmanuel Horvilleur.

## Carrera profesional

### 2010-2016: inicios y primeros papeles
Bustos realizó su primera aparición en televisión en 2010 como participante del segmento El octavo integrante del programa CQC con el fin de darse a conocer y terminó obteniendo el cuarto puesto. Luego, empezó su carrera como actriz con un papel en la tira juvenil uruguaya Dance!, la fuerza del corazón (2011), donde interpretó a Miranda Redondo y compartió elenco con Juan Gil Navarro, Isabel Macedo y Eva De Dominici. Al año siguiente, integró el elenco de la serie 30 días juntos (2012) y en teatro participó de la adaptación de la obra Las brujas de Salem junto a Lali Espósito. Más tarde, en 2013, Justina realizó una participación en la telenovela infantojuvenil Violetta de Disney Channel, donde jugó el papel Ana. Ese mismo año, apareció en el elenco principal de la serie musical juvenil Escuela nocturna y protagonizó la obra teatral Detrás del viento por dos temporadas. En 2014, obtuvo el papel de Soledad Varela en la ficción Somos familia de Telefe y protagonizó junto a Santiago Talledo el cortometraje independiente Una tarde dirigido por Sophie Wolff.
Su despegue como actriz sucedió en 2015 cuando apareció en la cinta de comedia Voley de Martín Piroyansky, en la cual interpretó a Belén y captó la atención tanto de la crítica, como del público siendo nombrada como una «revelación» y «promesa del cine nacional». Ese mismo año, también cobró notoriedad con su actuación en la miniserie dramática Historia de un clan, donde personificó a Mónica Sörvik. Previamente, Bustos tuvo un papel pequeño en la película estadounidense Focus protagonizada por Will Smith y Margot Robbie. En septiembre, se estrenó el filme biográfico Francisco: el padre Jorge, donde Justina se puso en la piel de Virginia.
A comienzos del 2016, Bustos apareció como extra en la película dramática Colonia protagonizada por Emma Watson. Poco después, se estrenó el filme Una noche de amor, una comedia romántica donde interpretó a una joven seductora llamada Micaela. Su siguiente papel fue en la película internacional Madly apareciendo en el segmento Love of My Life, donde fue dirigida por el actor mexicano Gael García Bernal y cuyo estreno fue en el Festival de Cine de Tribeca. Después, interpretó la versión joven de la expresa política Liliana Pereira en la película española-uruguaya Migas de pan, por la cual fue prenominada a los premios Goya en la categoría mejor actriz revelación. Ese año, coprotagonizó junto a Violeta Urtizberea un episodio de la serie antológica dramática La última hora.

### 2017-2021: revelación y reconocimiento conLas Estrellas
En 2017, Justina encarnó el rol de Luciana en el thriller psicológico Los padecientes, donde compartió escenas con Benjamín Vicuña. Aunque ese año, adquirió popularidad por interpretar uno de los papeles protagónicos en la telenovela Las Estrellas de El trece. En la ficción, Bustos personificó a Miranda Estrella, una chica de compañía que debe hacerse cargo del hotel que le dejó su difunto padre junto con sus otras hermanas que desconocían de su existencia. El papel significó el salto definitivo a la fama para la actriz, que la colocó en su primer papel protagónico en un programa emitido dentro del horario central, en las principales tapas de revistas y obtuvo el reconocimiento nacional por su actuación. En septiembre de ese año, se estrenó la película Los que aman, odian en la cual interpretó a Emilia, una mujer frágil y dependiente de su pareja, quien la engaña con su hermana. Por su interpretación, Bustos recibió una nominación a los premios Sur como mejor actriz de reparto. También, ese año, volvió a trabajar en teatro estelarizando la obra Los Ortúzar en el teatro Gargantúa, donde representó varias escenas de varieté escritas por ella.
Su siguiente papel fue en la telenovela de comedia dramática 100 días para enamorarse (2018), en la cual interpretó a Ángeles «Angie» Chicco Ruiz, una abogada que se relaciona sentimentalmente con Gastón Guevera interpretado por Juan Minujín. En 2019, Justina protagonizó junto a Paola Krum el episodio «Las manos» de la serie Otros pecados, en la cual encarnó el papel de Catalina Mayo, una ascendente tenista que es manipulada por su entrenadora. Luego, apareció como Elena en la película de fantasía Matar a un dragón (2019), que significó su primer protagónico en cine. Ese mismo año, prestó su voz para darle vida al personaje de Nadia en la película de animación Lava, que se estrenó en el Festival Internacional de Cine de Animación de Annecy. En teatro, protagonizó la obra Bragado, la cual creó juntos a otros actores y donde interpretó a un oficial de policía llamado Miguel, que marcó su primer papel masculino.
Inició el 2020 coprotagonizando el filme La muerte no existe y el amor tampoco, un drama donde interpretó a Andrea, una mujer que decide quitarse la vida. Ese año, Justina realizó participaciones estelares en la serie web Adentro como Nicole y personificó a Natalia en algunos episodios de la serie de comedia mexicana Cómo sobrevivir soltero de Prime Video. En 2021, se produjo el estreno de la película El empleado y el patrón, una producción internacional realizada por Argentina, Brasil, Uruguay y Francia, en la cual Bustos interpretó a Federica, una madre oriunda del campo y la esposa de Rodrigo, que fue personificado por Nahuel Pérez Biscayart.

### 2022-presente: proyección internacional
A mediados del 2021, Justina se trasladó a Europa para desarrollar su carrera. En 2022, apareció en la película española El juego de las llaves, una comedia romántica donde interpretó a Siena, una joven que propone a su grupo de amigos intercambiar parejas para tener relaciones sexuales. Poco después, interpretó a Sara en el filme español Amor de madre de Netflix. En abril de ese año, se anunció que Bustos sería la protagonista de la segunda temporada de Argentina, tierra de amor y venganza, la cual fue emitida del 10 de abril al 29 de septiembre de 2023. En la telenovela, interpretó a la nieta de Raquel, una joven madre soltera llamada Ana Pérez Moretti que es descubierta por un productor para trabajar en el teatro de revista. Después, Bustos prestó nuevamente su voz para el papel de Nadia en la secuela Lava 2, el nuevo show del Narciso dirigida por Ayar Blasco.
Luego, Bustos estrenó mundialmente su documental Sola en el paraíso el 20 de abril de 2024 en el BAFICI. El documental fue producido en el 2023 y relata la experiencia de Bustos en un hospital de la Isla Mauricio, donde quedó varada en el 2020 durante la pandemia de Covid-19 luego de haber contraído el coronavirus en el set del rodaje de la película Amor de madre. A fines de mayo de 2024, Bustos regresó, después de cuatro años, al teatro protagonizando la obra Al borde del mundo en el Centro Cultural General San Martín, donde interpreta a Sonia bajo la dirección de Ana Kowalczuk y Camilo Polotto.

## Vida personal
Desde 2022 mantiene una relación sentimental con el empresario multimillonario, Máximo Pardo. En julio de 2025 anunciaron que estaban esperando a su primer hijo, una niña. 

## Filmografía

### Cine
| Año  | Título                                | Papel                   | Notas                     |
| ---- | ------------------------------------- | ----------------------- | ------------------------- |
| 2014 | Una tarde                             | Delfina                 | Cortometraje              |
| 2015 | Focus                                 | Bartender rubia         |                           |
| 2015 | Voley                                 | Belén                   |                           |
| 2015 | Francisco: el padre Jorge             | Virginia                |                           |
| 2015 | Resplandecientes                      | Chica en la terraza     | Cortometraje              |
| 2016 | Colonia                               | Azafata                 |                           |
| 2016 | Una noche de amor                     | Micaela                 |                           |
| 2016 | Madly                                 | Ella                    | Segmento: Love of My Life |
| 2016 | Migas de pan                          | Liliana Pereira (joven) |                           |
| 2017 | Los padecientes                       | Luciana Vitali          |                           |
| 2017 | Los que aman, odian                   | Emilia Fraga            |                           |
| 2019 | Matar al dragón                       | Elena                   |                           |
| 2019 | Lava                                  | Nadia                   | Voz                       |
| 2020 | La muerte no existe y el amor tampoco | Andrea                  |                           |
| 2021 | El empleado y el patrón               | Federica                |                           |
| 2022 | El juego de las llaves                | Siena                   |                           |
| 2022 | Amor de madre                         | Sara                    |                           |
| 2023 | Lava 2, el nuevo show del Narciso     | Nadia                   | Voz                       |
| 2024 | Sola en el paraíso                    | Ella misma              | Documental                |
| 2024 | Culpa cero                            | Marta                   |                           |

### Televisión
| Año       | Título                               | Papel               | Notas                          |
| --------- | ------------------------------------ | ------------------- | ------------------------------ |
| 2010      | CQC                                  | Participante        | Segmento: El octavo integrante |
| 2011      | Dance!, la fuerza del corazón        | Miranda Redondo     |                                |
| 2012      | 30 días juntos                       | Soledad             |                                |
| 2013      | Violetta                             | Ana                 |                                |
| 2013      | Escuela nocturna                     | Nina Gallardo       |                                |
| 2014      | Somos familia                        | Soledad Varela      |                                |
| 2015      | Historia de un clan                  | Mónica Sörvik       |                                |
| 2016      | La última hora                       | Graciela            | Episodio: «La cabeza de novia» |
| 2017-2018 | Las Estrellas                        | Miranda Estrella    |                                |
| 2018      | 100 días para enamorarse             | Ángeles Chicco Ruiz |                                |
| 2019      | Otros pecados                        | Catalina Mayo       | Episodio: «Las manos»          |
| 2019      | Chueco en línea                      | Ella misma          | Episodio: «Matcheo»            |
| 2020      | Cómo sobrevivir soltero              | Natalia             |                                |
| 2023      | Argentina, tierra de amor y venganza | Ana Pérez Moretti   |                                |
| 2025      | En el barro                          | Eugenia Faccia      |                                |
| 2025      | Nieve roja                           | Ariana              |                                |

### Web
| Año  | Título  | Papel  | Notas       |
| ---- | ------- | ------ | ----------- |
| 2020 | Adentro | Nicole | 2 episodios |

### Videos musicales
| Año  | Título       | Papel  | Artista             |
| ---- | ------------ | ------ | ------------------- |
| 2008 | «Tu hermana» | Modelo | Emmanuel Horvilleur |

## Teatro
| Año       | Título                        | Papel              | Lugar                              |
| --------- | ----------------------------- | ------------------ | ---------------------------------- |
| 2011      | Dance!, la fuerza del corazón | Miranda Redondo    | Teatro de Verano Ramón Collazo     |
| 2012      | Las brujas de Salem           | Betty Parris       | Teatro Broadway                    |
| 2013-2014 | Detrás del viento             | Jezabel Collingood | Multiespacio Jxi                   |
| 2017      | Los Ortúzar                   | Varios             | Teatro Gargantúa                   |
| 2019-2020 | Bragado                       | Miguel             | Centro Cultural Morán              |
| 2024      | Al borde del mundo            | Sonia              | Centro Cultural General San Martín |

## Premios y nominaciones
| Año  | Premiación                       | Categoría                                        | Trabajo                              | Resultado | Ref(s) |
| ---- | -------------------------------- | ------------------------------------------------ | ------------------------------------ | --------- | ------ |
| 2017 | Premios Sur                      | Mejor actriz de reparto                          | Los que aman, odian                  | Nominada  | [ 22 ] |
| 2023 | Premios Produ                    | Mejor actriz principal - Superserie y telenovela | Argentina, tierra de amor y venganza | Nominada  | [ 47 ] |
| 2024 | Premios Martín Fierro            | Mejor actriz protagonista de ficción             | Argentina, tierra de amor y venganza | Nominada  | [ 48 ] |
| 2024 | Premios Martín Fierro de la Moda | Actriz con mejor estilo en ficción               | Culpa cero                           | Nominada  | [ 49 ] |